# Girl's Not Grey
«Girl's Not Grey» es la sexta canción del álbum Sing the Sorrow de la banda AFI. Fue el primer sencillo del álbum. El video de esta canción ganó el premio de la MTV "Mejor video MTV2" en 2003.

## Reconocimientos
| Año  | Publicación | País           | Reconocimiento                 | Posición | Ref.  |
| ---- | ----------- | -------------- | ------------------------------ | -------- | ----- |
| 2023 | Billboard   | Estados Unidos | The 100 Greatest Songs of 2003 | 83       | [ 1 ] |

## Lista de canciones
Girl's Not Grey Pt. 1
1. «Girls Not Grey»
2. «Hanging Garden» (Versión diferente al álbum)
3. «Synthesthesia» (Versión Demo)
4. «Girls Not Grey» (Video)

Girl's Not Grey Pt. 2
1. «Girls Not Grey»
2. «Reivers Music» (Versión inicial)
3. «Now The World» (Versión inicial alternativa)
4. «Girls Not Grey» - Prelude (Video)

## Posicionamiento en listas
| País (Lista 2003)                       | Mejor posición |
| --------------------------------------- | -------------- |
| Estados Unidos (Alternative Songs)      | 7              |
| Estados Unidos (Bubbling Under Hot 100) | 14             |
| Estados Unidos (Mainstream Rock Tracks) | 33             |
| Reino Unido (UK Singles Chart)          | 22             |